# Tmesisternus sulcatellus
Tmesisternus sulcatellus là một loài bọ cánh cứng trong họ Cerambycidae.